# Heinrich Thun
Heinrich Thun, född 1 september 1938, död 14 augusti 2024, var en friidrottare från Österrike. Han deltog vid olympiska sommarspelen 1960 och olympiska sommarspelen 1964.